# Кведа-Самеба (Хелвачаурский муниципалитет)
Кведа-Самеба (груз. ქვედა სამება) — село в Грузии, на территории Хелвачаурского муниципалитета автономной республики Аджария.

## География
Село находится в юго-западной части Грузии, на правом берегу реки Барцханы, на расстоянии 2 километров (по прямой) к востоку от города Батуми, административного центра муниципалитета и автономной республики.

## Население
По результатам официальной переписи населения 2014 года, в Кведа-Самебе проживало 1160 человек (577 мужчин и 583 женщины). В национальной структуре населения грузины составляли 98,5 %, абхазы — 0,6 %, армяне — 0,6 %.
| Год  | Население, человек |
| ---- | ------------------ |
| 2002 | 689                |
| 2014 | ↗ 1160             |